# Äskekulla naturreservat
Äskekulla naturreservat är ett naturreservat i Urshults socken i Tingsryds kommun i Småland (Kronobergs län).
Området är skyddat sedan 2020 och är 20 hektar stort. Det är beläget på nordöstra sidan av halvön Vemboö i Åsnen och består av lövskog med inslag av ädellövskog.